# يوريوزان
يوريوزان (بالروسية: Юрюзань) هي إحدى مدن روسيا في الكيان الفدرالي الروسي تشيليابينسك أوبلاست.